# Utsumi Kazuko
Utsumi Kazuko (内海和子, Kazuko Utsumi), Nació el 16 de febrero de 1967, Es una actriz, cantante y ex Idol japonesa, activa en los años 80 y la década de 1990. Fue la miembro número 13, del grupo idol Onyanko Club.

## Biografía
Comenzó su carrera en los años 70 como actriz infantil, donde tuvo apariciones regulares. En 1985 mientras cursaba sus estudios universitarios, hizo su prueba para pertenecer al grupo Idol Onyanko Club, en el programa:  "The Scout Idol wo Sagase!"  realizado por Fuji Television. Mientras estuvo en activo con Onyanko Club, fue la vocalista principal de muchos de sus temas, entre los que destacan el tema  "Sailor Fuku wo Nugasanaide" .
En 1986 realizó su debut como solista, con el sencillo "Aoi Memories" , donde obtuvo un éxito favorable. Para marzo de 1987 lanzó su primer y único álbum titulado "LUNCH TIME" . Un mes más tarde se graduó de Onyanko Club, sin embargo también estuvo presente en la despedida del grupo, realizada en septiembre del mismo año.

## Actualidad
En 2014, tuvo un reencuentro junto a Nyangilas, como invitada especial.

## Vida personal
En 1994 anunció que contraería nupcias, y que se retiraba del mundo del espectáculo. No se le volvió haber hasta el año 2002 donde tuvo un reencuentro con algunas de las exintegrantes, en donde lanzaron un single juntas.

## Discografía

### Álbum de estudio
- [1987.03.21] LUNCH TIME

### Best album
- [2002.03.19] MY Kore! Kushon Utsumi Kazuko BEST
- [2010.05.19] My Kore! Lite Utsumi Kazuko

### Sencillos
- [1986.11.07] Aoi Memories
- [1987.02.25] Hatachi
- [1987.05.21] Mou Kimi no Namae no Yobenai
- [1989.07.21] Kaze wa Endless Story

### Doramas
- [1972] Varom 1
- [1972 - 1973] Ai no Sensei Rainbowman
- [1973] Hashire! Kee 100
- [1976 - 1977] 5nen 3kumi Mahougumi
- [1977] Tokusousai Zensen
- [1979] Seibuke Isatsu
- [1980] Kamen Rider 1
- [1986] Onyanko The Movie Kiki Ippashi
- [1987] Otoko ga Nakanai Yoru wa nai
- [1989] Bengoshi Imada Ippai
- [1991] Tsuri Baka Nisshi 4